# Okonomijaki
Az okonomijaki (お好み焼き; Hepburn: o-konomi-yaki) ( hallgat) egyfajta japán palacsinta, amely különböző összetevőkből állhat. Az étel neve két szóból lett összerakva; „okonomi”: amit akarsz vagy amit szeretnél, „jaki”: sült vagy grillezett. (vö. jakitori és jakiszoba). Az okonomijaki Kanszai és Hirosima régióban a legelterjedtebb Japánban, de általában az egész ország területén fogyasztják. A szószok és a tészták régiónként változnak, a tokiói okonomijaki általában kisebb, mint a hirosimai vagy a kanszai okonomijaki.

## Kanszai régió
A Kanszai- vagy Oszaka-típusú okonomijaki a legelterjedtebb Japánban. A tészta lisztből, reszelt nagaimóból (egyfajta jamsz), vízből vagy dasiból, tojásból és káposztából, és egyéb összetevőkből áll, például zöldhagymából, húsból (általában vékony sertéshús, gyakran tévesztik össze a baconnel), polipból, tintahalból,  garnélarákból, zöldségekből és mocsiból vagy sajtból. Az okonomijaki néha olyan, mint az omlett vagy a palacsinta, de gyakran emlegetik úgy is, mint a „japán pizza”.
Néhány okonomijaki-étterem úgynevezett „csináld magad étterem”, ahol a nyers összetevőket tálalják fel, és a vendégek a saját ízlésük szerint keverhetik ki és süthetik meg a teppan nevű sütőn. Egyéb helyeken a vendégek kiválasztják, hogy mit kérnek bele és a szakács készíti el nekik.
Oszakában (amely a legnagyobb város Kanszai régióban), ahonnan ez az étel állítólag származik, olyan okonomijaki készül, mint egy palacsinta. A tésztát és egyéb összetevőknek mindkét oldalát megsütik teppanban vagy serpenyőben, majd fémspatulával felvágják az ételt. A kész okonomijaki tetejére az összetevőket tartalmazó otafuku- vagy okonomijaki-mártást (hasonló a  Worcestershire szószhoz, de sűrűbb és édesebb), aonorit (algapehely), kacuobusit (bonitopehely), japán majonézt és pácolt gyömbért (beni soga) tesznek.

### Változatok

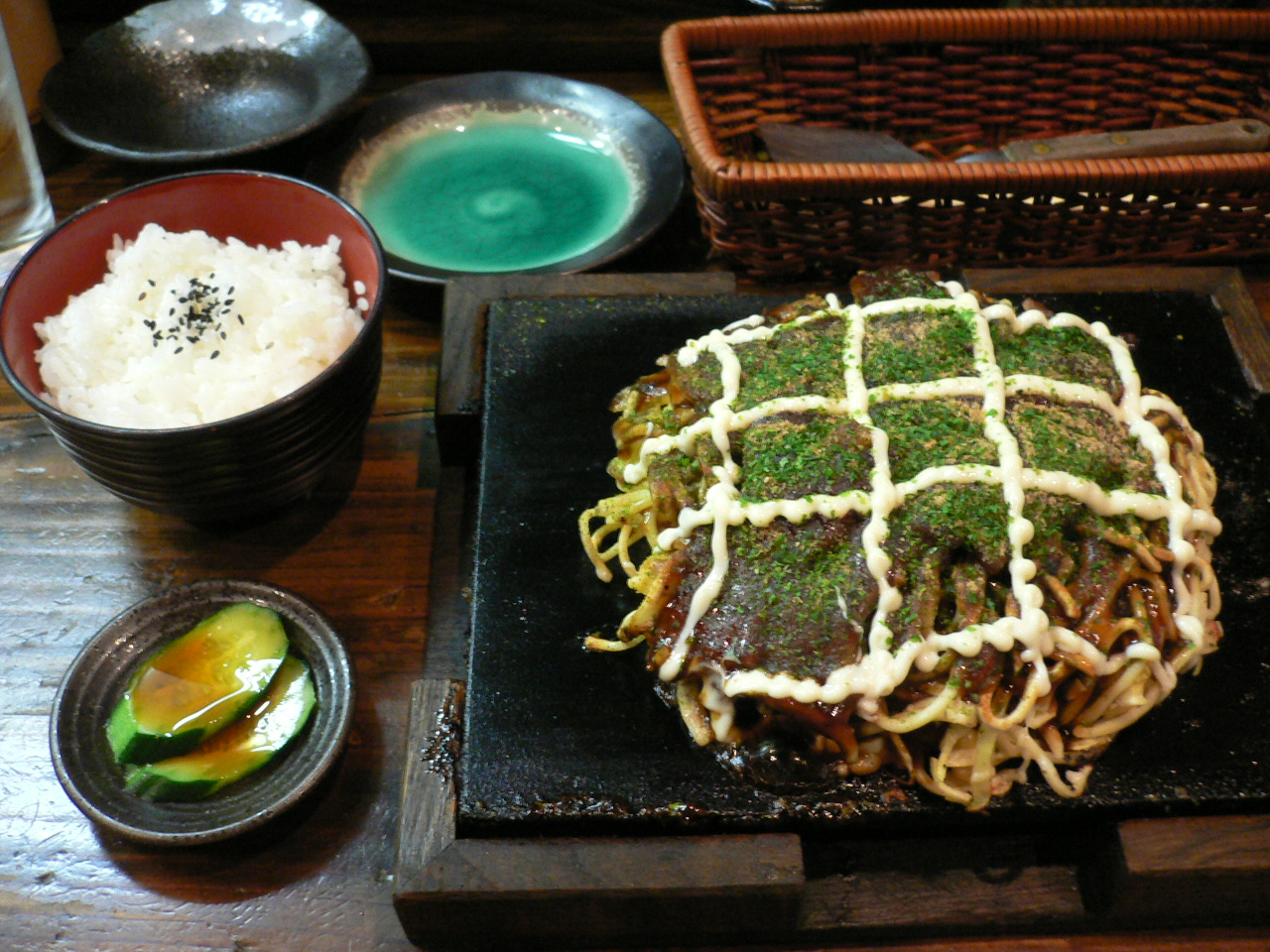
Oszaka stílusú Modan-yaki

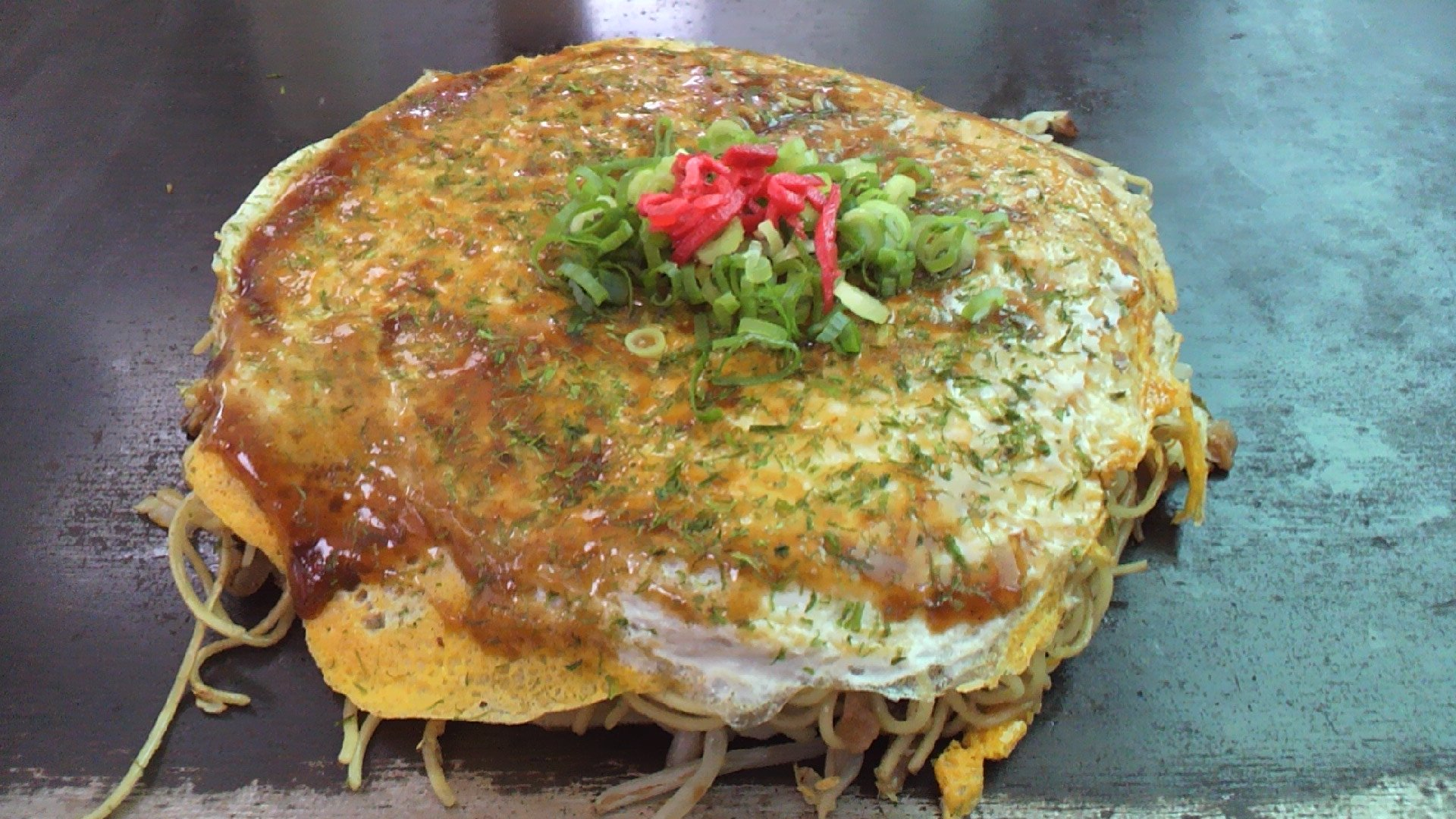
Hirosimai stílusú okonomijaki

A kész tésztát rétegesen szolgálják fel (akár a jakiszobát vagy az udont). Ezt az ételt úgy hívják, hogy modan-jaki (モダン焼き), ez a név lehet, hogy az  angol „modern” vagy a japán „mori dakuszan”, vagyis „sok” vagy „rakott magas” szóból származik.
A negijaki grillezett zöldhagymát tartalmaz, egy vékonyabb változata az okonomijakinak a scallion, ehhez hasonló a koreai phadzson és a kínai zöldhagymás palacsinta is.

## Hirosima régió

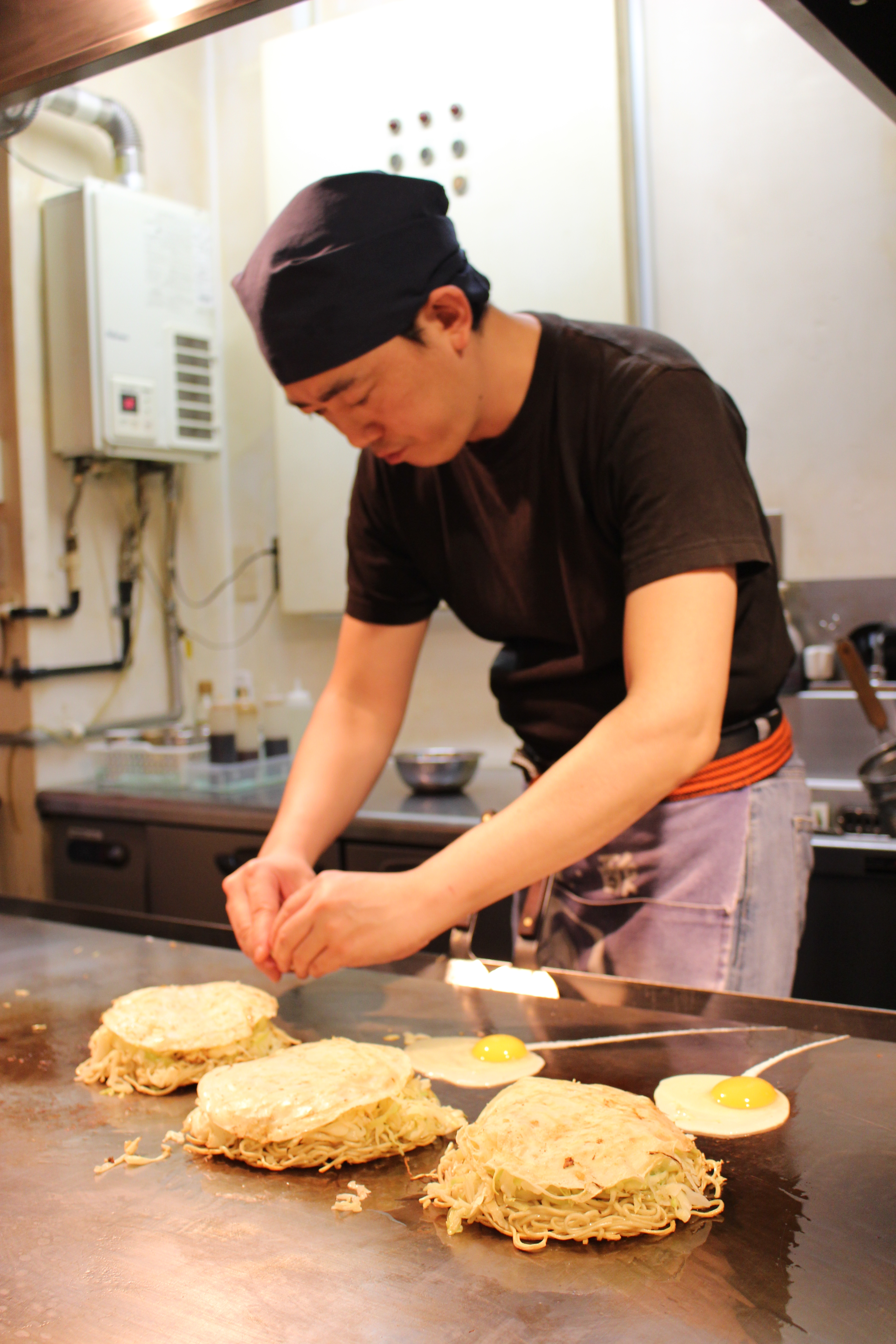
Egy férfi okonomijakit készít egy hirosimai étteremben

Hirosimában az összetevőket rétegesen helyezik el, nem pedig vegyesen. A rétegek általában tésztát, káposztát és sertéshúst tartalmaznak, valamint az aktuális feltéteket, mint a tintahal, a polip és a sajt. Jakiszobát és udont is használnak, amiket feltöltenek tükörtojással és bőséges mennyiségű okonomijaki-szósszal .
Az oszakai stílusúban általában 3-4 réteg káposzta van, de a rétegek a séftől és az alapanyagok használatától függően eltérnek. Ezt is Hirosima-jakinak vagy hirosima-okonomi-típusúnak hívják.
Okonomi-mura, Naka-ku Hirosimában volt az első ételvidámpark.

## Egyéb régiók
- Cukisima negyed Tokióban népszerű mind az okonomijaki, mind a mondzsajaki miatt. A mondzsajaki a folyékony, nyúlós változata az okonomijakinak. A város főutcája az úgynevezett Mondzsa utca.[3]
- Hamamacuban, takuan (pácolt daikon) egy kevert okonomijaki létezik.
- Okinavában okonomijakinak nevezzük a hirajacsit, vékonyabb, mint más területeken. Az emberek otthon készítik, ezért Okinavában kevés okonomijaki-étterem van, és egyikük sem szolgál fel hirajacsit.[forrás?]
- Hinaszében osztrigát (kaki) kevernek az okonomijakihoz, ezt kaki-okonak hívják.
- Kisivadában okonomijaki egyik változata az úgynevezett kasiminjaki, ami csirkét és zsír helyett disznóhúst tartalmaz.
- Fucsúban, az okonomijaki darált hús felhasználásával készül a szalonna helyett.
- Tokusima prefektúrában a kintoki-mame egy babot tartalmazó okonomikaki.